# Петнік (Румунія)
Петнік (рум. Petnic) — село у повіті Караш-Северін в Румунії. Входить до складу комуни Ябланіца.
Село розташоване на відстані 306 км на захід від Бухареста, 47 км на південний схід від Решиці, 120 км на південний схід від Тімішоари, 140 км на північний захід від Крайови.

## Населення
За даними перепису населення 2002 року у селі проживала 881 особа, з них 880 осіб (99,9 %) румунів. Рідною мовою 879 осіб (99,8 %) назвали румунську.